# Притрихинг
Притрихинг (нем. Prittriching) — община в Германии, в земле Бавария. 
Подчиняется административному округу Верхняя Бавария. Входит в состав района Ландсберг-на-Лехе.  Население составляет 2418 человек (на 31 декабря 2010 года). Занимает площадь 25,37 км².
Коммуна подразделяется на 2 сельских округа.

## Население
По оценке на 31 декабря 2015 года население общины Притрихинг составляет 2474 чел. 

| Дата      | 1840 | 1871 | 1900 | 1925 | 1939 | 1950 | 1961 | 1970 | 1987 | 2011 |
| --------- | ---- | ---- | ---- | ---- | ---- | ---- | ---- | ---- | ---- | ---- |
| Население | 1019 | 992  | 1101 | 1166 | 1219 | 1717 | 1390 | 1499 | 1863 | 2417 |

| Год       | 1960 | 1970 | 1980 | 1990 | 2000 | 2009 | 2010 | 2011 | 2012 | 2013 | 2014 | 2015 |
| --------- | ---- | ---- | ---- | ---- | ---- | ---- | ---- | ---- | ---- | ---- | ---- | ---- |
| Население | 1379 | 1524 | 1674 | 1913 | 2299 | 2398 | 2418 | 2425 | 2447 | 2453 | 2475 | 2474 |